# Jean-Jacques Bixiou
Jean-Jacques Bixiou est un personnage de La Comédie humaine d’Honoré de Balzac. Né en 1797 à Paris, il apparaît pour la première fois dans La Rabouilleuse où il étudie en compagnie de Joseph Bridau, dans l'atelier d'Antoine-Jean Gros.
Fils du colonel Bixiou et de la veuve Descoings, par laquelle il est apparenté aux Bridau « à la mode de Bretagne », selon l'expression de Félicien Marceau, il est décrit dans Les Employés ou la Femme supérieure ainsi : « De petite taille, mais bien pris, une figure fine remarquable par une vague ressemblance avec celle de Napoléon, lèvres minces, menton plat tombant droit, favoris châtains, vingt-sept ans, blond, voix mordante, regard étincelant, voilà Bixiou que l'on prononce Bisiou. »
Balzac aime beaucoup que ses personnages aient quelque chose de la physionomie de Napoléon. Daniel d'Arthez a déjà été décrit dans Illusions perdues comme ressemblant à Napoléon Bonaparte jeune. Très ami avec Henry Monnier, il ne fait pas toutefois un portrait très flatteur de ce caricaturiste qui peut, à l'occasion, se montrer cruel. Mais c'est aussi un personnage attendrissant qui regrette parfois ses traits d'esprits trop piquants. Il fait partie du Cénacle dont il n'est pas un des membres les plus fiables.
Comme Joseph Bridau, Bixiou a bénéficié d'une bourse pour le lycée impérial, comme Joseph, il est également lié au peintre Hippolyte Schinner (La Bourse), mais contrairement à Joseph, il ne « creuse » pas son talent, trop occupé à festoyer avec Philippe Bridau et en galante compagnie avec les Florine, madame du Val-Noble et autres innombrables lorettes, ainsi qu'avec les grands du monde.

## Chronologie de Bixiou
- 1819, dans Les Employés ou la Femme supérieure, il est commis aux finances sur recommandation du duc de Rhétoré et de Diane de Maufrigneuse. À cette même époque, dans La Rabouilleuse, il vient fêter chez madame Bridau le retour du Champ d’asile de Philippe Bridau. Sa grand-mère, la vieille Descoings, lui verse une pension.
- 1824, dans Splendeurs et misères des courtisanes, il fait partie du groupe de farceurs qui cherchent à percer l'identité du « masque » qui accompagne Lucien de Rubempré au bal de l'opéra (Esther Gobseck). Il fait courir le bruit infamant : c'est La Torpille, l'ancien rat du comte des Lupeaulx. Au ministère où il est employé, il se révèle égoïste, sans esprit de suite, mais publie des portraits remarquables réalisés au moment de l'affaire Fualdès.
- 1827, dans La Maison Nucingen et Modeste Mignon, il regrette les années perdues dans un bureau et décide, avec d'autres artistes, d'illustrer les œuvres de Melchior de Canalis.
- En 1828- 1830, il intercède auprès de Philippe Bridau pour que ce dernier témoigne un peu d'affection à sa mère mourante, ce que Philippe refuse, tout comme il refusera d'aller au chevet de Flore Brazier, ex- rabouilleuse, désormais madame Philippe Bridau, détruite par l'alcool. À cette époque, Bixiou est un habitué du Rocher de Cancale où il surprend une conversation : Philippe Bridau veut se remarier avec une comtesse.
- 1834, à cette époque dans Une fille d'Eve, Bixiou est de toutes les fêtes chez Florine. C'est en dînant en compagnie de Blondet qu'il découvre le secret de la fortune de Nucingen expliqué dans le salon privé d'un restaurant (La Maison Nucingen). Il a un avis sur tout et tout le monde, il juge le poète Raoul Nathan arriviste, Dinah de La Baudraye, amie d'Étienne Lousteau, sans talent (La Muse du département). Il assiste au mariage de Wenceslas Steinbock avec Hortense Hulot d'Ervy dans La Cousine Bette.
- 1840, omniprésent dans La Comédie humaine, il est tour à tour contrefacteur, complice d'actions douteuses, caricaturiste célèbre dans le quartier de Clichy. Dans Gaudissart II, il assiste à la vente du châle de Du Ronceret pour madame Schontz.
- 1846, il n'a toujours pas fait fortune et habite un sixième étage, rue de Richelieu.

Il apparaît aussi dans :
- Les Comédiens sans le savoir
- Le Cousin Pons
- Béatrix
- La Femme auteur

Alphonse Daudet reprend le personnage dans sa nouvelle, Le Portefeuille de Bixiou, parue en 1868 et incluse dans les Lettres de mon moulin.